# شبکه محلی بی‌سیم
شبکهٔ محلی بی‌سیم یا Wlan (به انگلیسی: Wireless Local Area Network)به نوعی شبکه بی‌سیم گفته می‌شود که در آن برای انتقال اطلاعات از یک نقطه به نقطه دیگر از آن استفاده شود. برتری مهم شبکهٔ محلی بی‌سیم این است که نیاز به سیم‌کشی ندارد و در نتیجه کاربران می‌توانند در محدوده شبکه جابجا شوند.
برای برپایی یک شبکه محلی بی‌سیم یا WLAN دو نوع زیر ساخت یا توپولوژی وجود دارد: نقطه به نقطه (peer-to-peer) یا موردی (ad-hoc) و حالتی که به آن اصطلاحاً حالت شالوده‌ای یا (infrastructure) گفته می‌شود.
نقطه به نقطه: در این روش ارتباط دو نقطه مد نظر می‌باشد، یعنی کاربران مستقیماً با یکدیگر به شکل همتابه‌همتا ارتباط برقرار می‌نمایند همچنین کاربران برای ارتباط باید در محدوده یکدیگر قرار داشته باشند. این نوع شبکه برای پشتیبانی از تعداد محدودی از کاربران، مانند محیط خانه یا دفاتر کوچک طراحی می‌شود.

## استانداردهای عمومی

### ۸۰۲٫۱۱
در سال ۱۹۹۷، مؤسسه مهندسان برق و الکترونیک نخستین استاندارد شبکهٔ محلی بی‌سیم (WLAN) را تدوین نمود. آنها نام این استاندارد را ۸۰۲٫۱۱ گذاشتند. استاندارد ۸۰۲٫۱۱ فقط پهنای باند ۲ مگابیت بر ثانیه را پشتیبانی می‌کرد که برای بسیاری از موارد سرعت پایینی محسوب می‌شد. به همین دلیل، دستگاه‌هایی که با استاندارد ۸۰۲٫۱۱ معمولی کار می‌کنند دیگر ساخته نمی‌شوند.

### 802/11b
در ژوئیه ۱۹۹۹ مؤسسه مهندسان برق و الکترونیک، استاندارد اصلی ۸۰۲٫۱۱ را گسترش داد و مشخصات تازه را 802.11b نامید. استاندارد 802.11b پهنای باندی برابر ۱۱ مگابیت بر ثانیه را پشتیبانی می‌کند که با شبکه‌های سنتی اترنت قابل مقایسه است. 802.11b نیز مانند استاندارد اصلی ۸۰۲٫۱۱، از فرکانس سیگنالی رگوله نشده (۲/۴ گیگاهرتز) بهره می‌برد. سازندگان معمولاً ترجیح می‌دهند که برای پایین آوردن هزینهٔ تولید از این فرکانس‌ها استفاده کنند. چون رگولاسیونی در کار نیست. ادوات 802.11b ممکن است با دستگاه مایکروویو، تلفن‌های بی‌سیم و دیگر وسایلی که از بازهٔ فرکانسی ۲/۴ گیگاهرتز بهره می‌برند، تداخل پیدا کنند. البته با نصب ادوات 802.11b در فاصلهٔ مناسب از وسایل دیگر، می‌توان از تداخل اجتناب کرد.

#### برتری 802.11b
هزینهٔ کم‌تر؛ بازهٔ سیگنال خوب است و به‌راحتی مسدود نمی‌شود.

#### معایب 802.11b
کم‌تر لوازم خانگی ممکن است با باند فرکانس رگوله نشدهٔ آن تداخل کننند.

### 802.11a
همزمان با توسعهٔ 802.11b مؤسسه مهندسان برق و الکترونیک، استاندارد ۸۰۲٫۱۱ را به شیوهٔ دیگری نیز ارتقاء داد و نام آن را 802.11a نهاد. از آنجاییکه استاندارد 802.11b خیلی سریع‌تر محبوبیت یافت و رایج شد، برخی تصور می‌کند که 802.11a بعد از 802.11b به وجود آمده. اما حقیقت این است که 802.11a هم‌زمان با 802.11b ساخته شد. با توجه به هزینهٔ بالاتر، 802.11a عموماً مصارف تجاری دارد، درحالی که 802.11b بازار مصرف خانگی را بهتر پوشش داده‌است. 802.11a تا پهنای باند ۵۴ مگابیت بر ثانیه را با فرکانس رگوله شده با فرکانس ۵ گیگاهرتز را پشتیبانی می‌کند. فرکانس بالاتر این استاندارد نسبت به 802.11b، بازهٔ شبکه‌های 802.11a را کوچک‌تر می‌کند. فرکانس بالاتر 802.11a به معنای سخت‌تر شدن نفوذ سیگنال‌ها از سد دیوارها و موانع دیگر نیز هست.
از آنجاییکه 802.11a و 802.11b به فرکانس‌های متفاوتی مجهز هستند، این دو فناوری با یکدیگر ناسازگار هستند. بعضی از تولیدکنندگان، ادوات ترکیبی شبکهٔ 802.11a/b را ارائه می‌دهند، اما این محصولات به ندرت هردو استاندارد را در کنار هم ایفا می‌کنند (هر وسیله می‌تواند فقط یکی از این دو را استفاده کند).

#### برتری 802.11a
سرعت نهایی بالا؛ فرکانس‌های رگوله شده، از تداخل امواج پیشگیری می‌کند.

#### معایب 802.11a
هزینهٔ بالاتر؛ بازهٔ فرکانسی کوتاه‌تر که ساده‌تر مسدود می‌شود.

### 802.11g
در سال‌های ۲۰۰۲ و ۲۰۰۳ محصولات شبکهٔ بی‌سیم (WLAN) با استاندارد تازه‌تر 802.11g وارد بازار شدند. 802.11g برتری هردو استاندارد 802.11a و 802.11b را باهم ترکیب کرده‌است.
802.11g پهنای باند ۵۴ مگابیت بر ثانیه را پشتیبانی می‌کند و از فرکانس ۲/۴ گیگاهرتز برای بدست آوردن دامنهٔ گسترده‌تر بهره می‌برد. 802.11g با استاندارد قدیمی‌تر 802.11b سازگار است؛ به عبارت دیگر، اکسس پوینت (Access Point)های 802.11g با شبکه‌های 802.11b کار می‌کنند و بالعکس.

#### برتری 802.11g
سرعت نهایی بالا؛ دامنهٔ سیگنال خوب است و به‌راحتی مسدود نمی‌شود.

#### معایب 802.11g
گران‌قیمت‌تر از 802.11b؛ در فرکانس رگوله نشده، ممکن است لوازم خانگی ایجاد کنند.

### 802.11n
تازه‌ترین استاندارد مؤسسه مهندسان برق و الکترونیک در زمینهٔ Wi-Fi، استاندارد 802.11n است. طراحی این استاندارد با هدف ارتقاء پهنای باند 801.11g توسط سیگنال‌های بی‌سیم متعدد با استفاده از چندین آنتن (فناوری MIMO) صورت گرفته‌است.
با تکمیل این استاندارد، ارتباطات 802.11n باید انتقال داده‌ها را با سرعتی بالاتر از ۱۰۰ مگابیت بر ثانیه انجام دهند. استاندارد 802.11n نسبت به استانداردهای Wi-Fi پیشین، دامنهٔ وسیع‌تری را پوشش می‌دهند؛ زیرا شمار سیگنال‌ها بیشتر می‌شوند. ادوات 802.11n با استاندارد 802.11g نیز سازگار خواهند بود.

#### برتری 802.11n
بالاترین سرعت نهایی و بهتری دامنهٔ سیگنال؛ مقاومت بیشتر در برابر تداخل سیگنال از منابع بیرونی.

#### معایب 802.11n
این استاندارد هنوز تکمیل نشده؛ هزینهٔ بیشتری نسبت به 802.11g دارد؛ استفاده از چندین سیگنال ممکن است با شبکه‌های 802.11b/g تداخل پیدا کند.

### 802.11ac
امنیت در شبکه‌های بی‌سیم اهمیت فوق‌العاده دارد پس باید از رمزهای مناسب (ترکیب اعداد و حروف و علائم) استفاده شود.